# Gottasecca
Gottasecca é uma comuna italiana da região do Piemonte, província de Cuneo, com cerca de 188 habitantes. Estende-se por uma área de 13 km², tendo uma densidade populacional de 14 hab/km². Faz fronteira com Cairo Montenotte (SV), Camerana, Castelletto Uzzone, Dego (SV), Monesiglio, Prunetto, Saliceto.

## Demografia
| Variação demográfica do município entre 1861 e 2011                               |
|                                                                                   |
| Fonte: Istituto Nazionale di Statistica (ISTAT) - Elaboração gráfica da Wikipedia |